# Vonsenite
La vonsenite è un minerale appartenente al gruppo della ludwigite.